# Leeds United Service Crew
Leeds United Service Crew är en huliganfirma som är länkad till det engelska fotbollslaget Leeds United FC The Service Crew grundades 1974, och namnet härstammar från det ordinarie public service tågen som huliganerna använde på resor till bortamatcher istället för de, av polisen, hårdbevakade specialarrangerade tågen för fotbollresor. The Service Crew har ett rykte som den mest ökända huliganfirman i den engelska fotbollshistorien.
Under 1985, när huliganismen var som värst i England, gjorde BBC:s Six O'Clock News ett specialreportage där de listade de klubbarna med de huliganfirmor som skapade värst och flest bråk runtomkring i England, och Leeds United var bland de fem värsta klubbarna.
Fotbollsklubben Leeds United FC tar avstånd från alla aktiviteter som Service Crew är inblandade i.